# Jiang Shu
Jiang Shu était un général chinois du royaume de Shu qui se soumit au royaume de Wei lors de la période des Trois Royaumes en Chine antique. À de nombreuses occasions l'acolyte du général Fu Qian, il participa à plusieurs des campagnes militaires de Jiang Wei contre les Wei.

## Biographie
Hautement prisé par Jiang Wei, il entraîna les troupes conjointement avec Fu Qian peu avant la cinquième expédition contre les Wei de ce dernier, qui eut lieu en l’an 258. Il accompagna également Jiang Wei lors de sa sixième campagne militaire contre les Wei, durant la même année, où il fut affecté avec Fu Qian à la commande de l’armée de droite et lors de sa septième en l’an 260, où il participa à une embuscade contre les troupes ennemies de Deng Ai à partir de la gorge de Ye. Durant la neuvième excursion de Jiang Wei, Jiang Shu fut affecté à la garde des passes avec Fu Qian. 
Lorsque le royaume de Shu se fit envahir par les Wei, Jiang Shu, alors lieutenant de Fu Qian et tous deux chargés de la défense de la passe de Yangping, opta pour une défense stricte. Fu Qian décida pour sa part de passer à l’offensive, laissant Jiang Shu à la défense de la passe. Durant les combats, Jiang Shu livra la passe à Zhong Hui, se soumettant du même coup aux Wei et son acolyte Fu Qian, se retrouvant isolé, finit par se suicider. 
Au chapitre 116 du roman Histoire des Trois Royaumes écrit par Luo Guanzhong, un poème à la gloire de Fu Qian et qui reproche la défection de Jiang Shu se lit :
En ce dernier jour il épancha une rage vertueuse,
Et à tout jamais nous estimerons son nom.
Qui, pour sauver sa peau, incarnerait Jiang Shu
Quand il pourrait mourir dans la gloire comme Fu Qian ?